# La cabaña del tío Tom (película de 1987)
La cabaña del tío Tom (título original: Uncle Tom's Cabin) es un telefilme de 1987 dirigido por Stan Lathan y protagonizada por Avery Brooks, Kate Burton y Bruce Dern. 
El telefilme es una adaptación de la novela homónima clásica de Harriet Beecher Stowe llamada La cabaña del tío Tom (1852). También cabe destacar, que el largometraje es la primera adaptación estadounidense de esta novela desde 1927 y como consecuencia también la primera contemporánea estadounidense al respecto.

## Argumento
Estamos en un tiempo, donde todavía existe la esclavitud en el sur de los Estados Unidos y sus correspondientes duras realidades. En él, Tom es un esclavo afroamericano que se enfrenta a innumerables adversidades y desafíos morales. Por el camino se busca así con esta obra generar conciencia sobre la injusticia y la lucha por la libertad.

## Reparto
| Actor             | Personaje            |
| ----------------- | -------------------- |
| Avery Brooks      | Tío Tom              |
| Kate Burton       | Ophelia              |
| Bruce Dern        | Augustine St. Claire |
| Paula Kelly       | Cassy                |
| Phylicia Rashād   | Eliza                |
| Kathryn Walker    | Marie St. Claire     |
| Edward Woodward   | Simon Legree         |
| George Coe        | Sr. Shelby           |
| Frank Converse    | Comerciante          |
| Albert Hall       | Quimbo               |
| Samuel L. Jackson | George               |

## Producción
Una vez hecho el guion, Edgar Scherick quiso convencer a la NBC a hacer el telefilme. Sin embargo, al final NBC declinó a hacerlo. De esa manera no se avanzó en el proyecto durante seis años.
Todo cambió, cuando Allen Sabinson, que pertenecía a la NBC, cambió a Showtime siendo el vicepresidente del programa original suyo. Él, recordaba el guion y lo apreciaba y cuando Scherick le propuso hacerla en Showtime, él aceptó y fue así como se hizo luego el telefilme en Showtime.

## Recepción
En el presente el largometraje ha sido valorada en portales cinematográficos. En IMDb, con 629 votos registrados por parte de los usuarios, la película obtiene una media ponderada de 6,2 sobre 10. En cuanto a Rotten Tomatoes, los más de 50 votos registrados en el portal dieron a este telefilme una valoración media de 3,3 de 5. También cabe destacar, que en el periódico La Vanguardia los usuarios que dieron su opinión allí le dieron a la película una aprobación del 75 %.